# Эстен (Верхние Пиренеи)
Эсте́н (фр. Estaing, окс. Estanh) — коммуна во Франции, находится в регионе Юг — Пиренеи. Департамент — Верхние Пиренеи. Входит в состав кантона Окён. Округ коммуны — Аржелес-Газост.
Код INSEE коммуны — 65169.

## География
Коммуна расположена приблизительно в 690 км к югу от Парижа, в 155 км юго-западнее Тулузы, в 39 км к юго-западу от Тарба.

## Климат
Климат умеренно-океанический с солнечной тёплой погодой и обильными осадками на протяжении практически всего года.

## Население
Население коммуны на 2010 год составляло 78 человек.
| 1962 | 1968 | 1975 | 1982 | 1990 | 1999 | 2010 |
| ---- | ---- | ---- | ---- | ---- | ---- | ---- |
| 153  | 122  | 101  | 91   | 86   | 67   | 78   |

## Администрация
| Период | Период | Фамилия            | Партия       | Примечания |
| ------ | ------ | ------------------ | ------------ | ---------- |
| 2008   | 2014   | Мари-Фредерик Боре | беспартийный |            |
| 2014   | 2020   | Мари-Люс Комеза    | беспартийный |            |

## Экономика
В 2010 году среди 39 человек трудоспособного возраста (15-64 лет) 29 были экономически активными, 10 — неактивными (показатель активности — 74,4 %, в 1999 году было 61,8 %). Из 29 активных жителей работали 26 человек (15 мужчин и 11 женщин), безработных было 3 (2 мужчин и 1 женщина). Среди 10 неактивных 1 человек был учеником или студентом, 7 — пенсионерами, 2 были неактивными по другим причинам.

## Фотогалерея

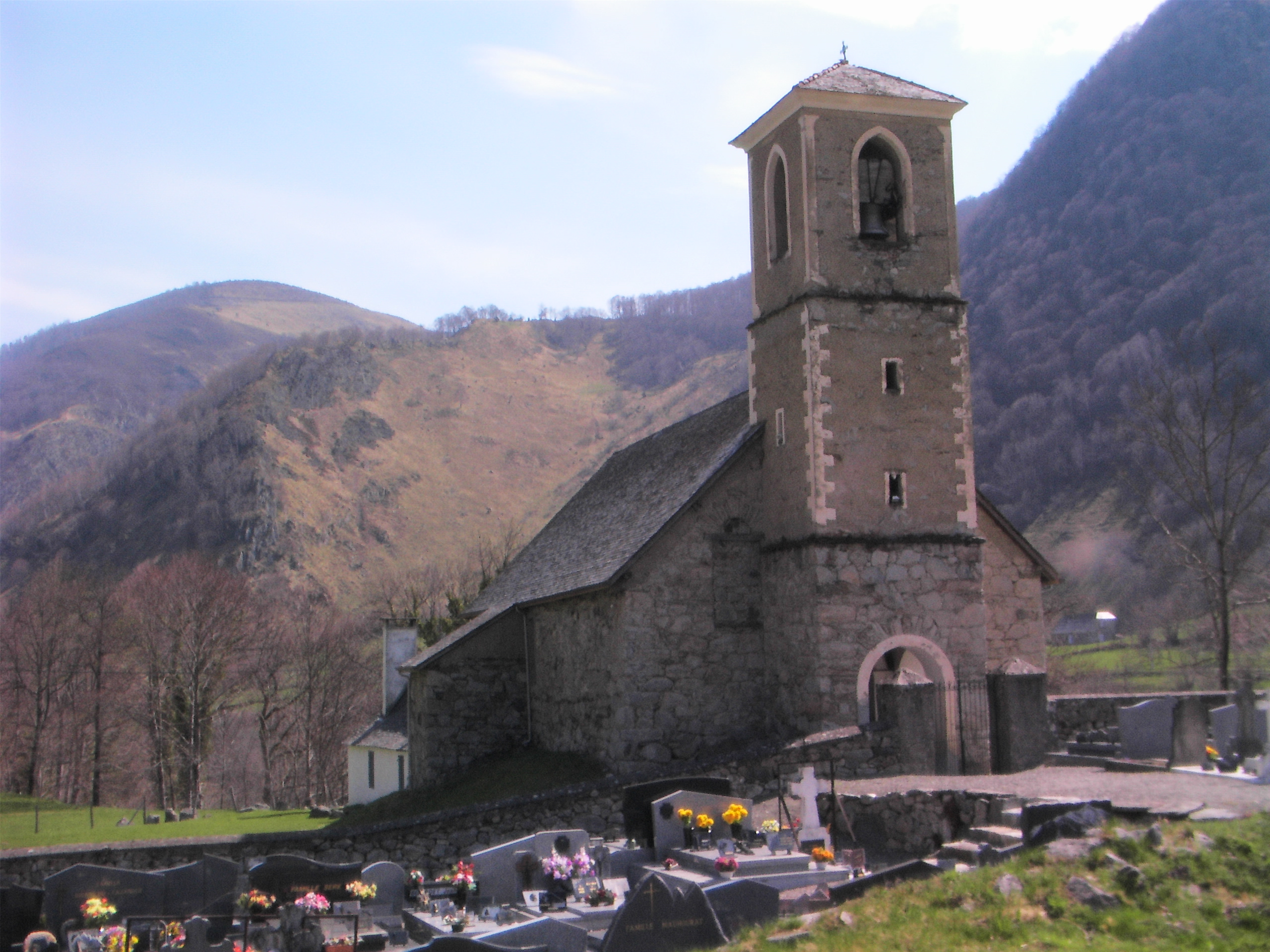
Церковь
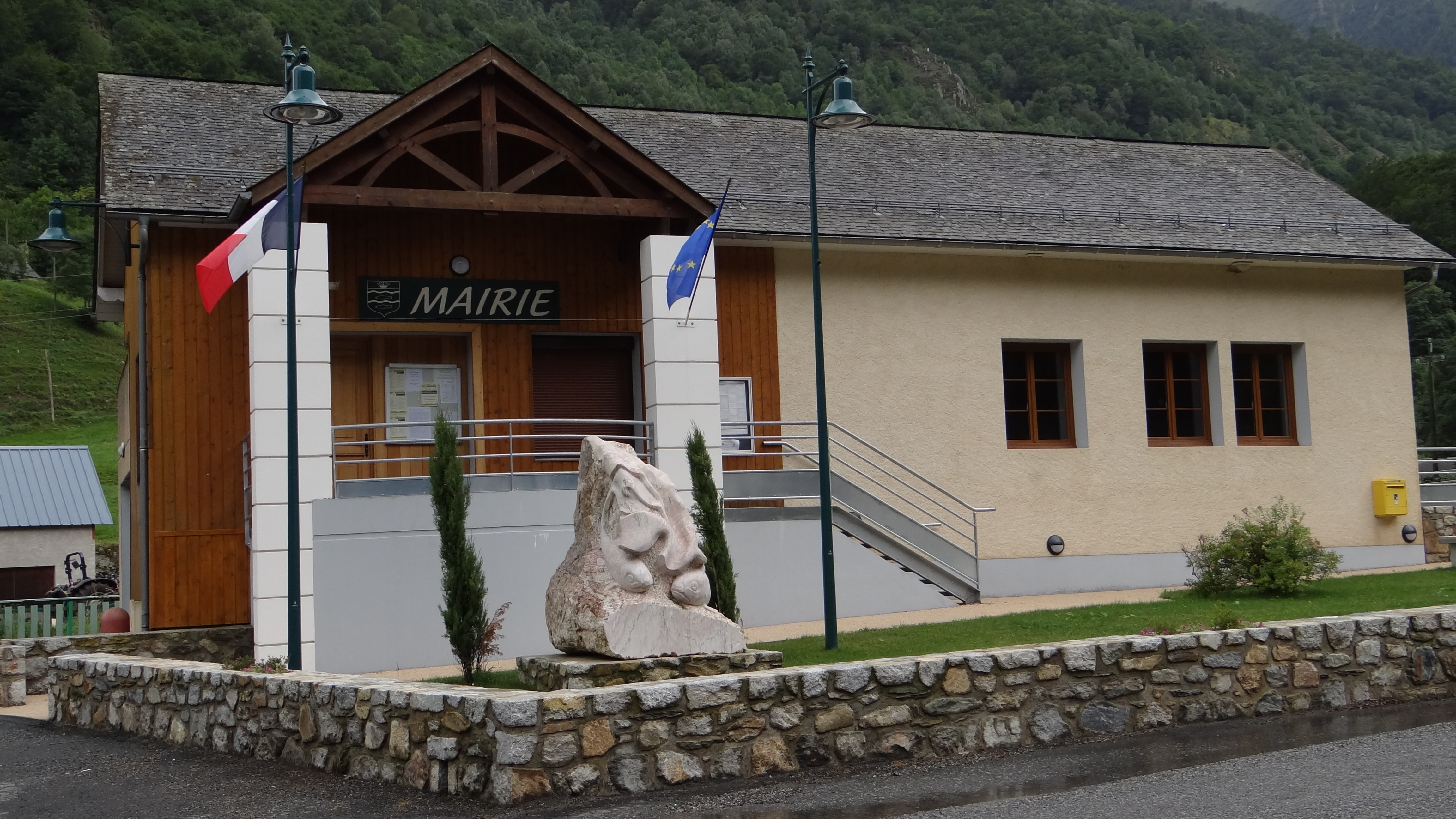
Мэрия
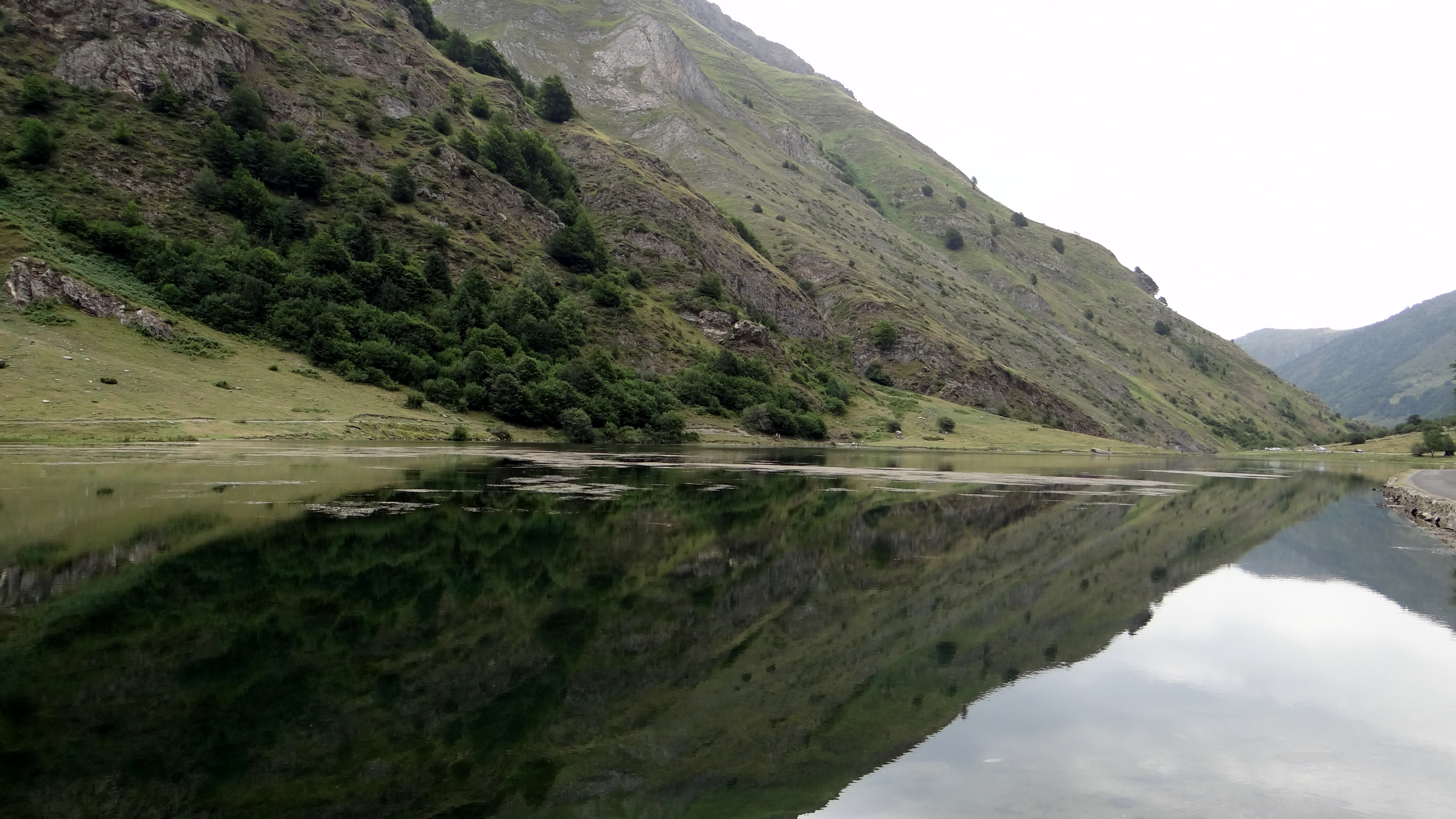
Озеро Эстен[фр.]
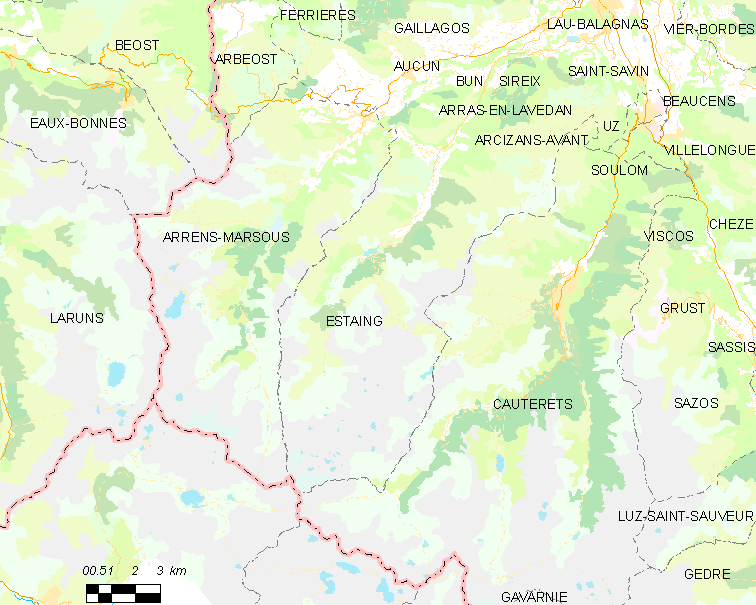
Карта коммуны